# Hans Herloff Inhoffen
Hans Herloff Inhoffen (* 9. März 1906 in Döhren bei Hannover; † 31. Dezember 1992 in Konstanz) war ein deutscher Chemiker.

## Leben
Inhoffen studierte in Berlin, Bonn und London und wurde 1931 in Berlin promoviert. Anschließend war er wissenschaftlicher Assistent von Adolf Windaus an der Universität Göttingen. Dort arbeitete er über Ergosterin. Nach einer Tätigkeit am Courtland-Institute of Biochemistry in London war er von 1936 bis zum Ende des Zweiten Weltkrieges stellvertretender Leiter des wissenschaftlichen Hauptlaboratoriums von Schering, wo er sich intensiv mit der Strukturaufklärung und Synthese von Sexualhormonen beschäftigte. Hier entwickelte er gemeinsam mit Walter Hohlweg 1938 das bis heute oral wirksamste Estrogen, das Ethinylestradiol.
Inhoffen war Mitglied der SA. Über seine innere Einstellung zum Nationalsozialismus ist wenig bekannt. Die Einschätzungen reichen von „geheimer Gegner des Nationalsozialismus“ bis zu „kleiner Nazi“. Was Inhoffen oder andere deutsche Forscher, die auf dem Gebiet der Steroidhormone aktiv waren, wie z. B. Adolf Butenandt, von der Zusammenarbeit zwischen Schering  und dem Gynäkologen Carl Clauberg wirklich wussten, ist weitgehend unbekannt, wird aber immer wieder, auch öffentlich, diskutiert. Die Firma Schering war während Inhoffens Tätigkeit im Berliner Hauptlabor an Menschenversuchen im Vernichtungslager Auschwitz beteiligt. Der Konzern ließ ab März 1943 synthetische Hormone an Frauen testen. Die Versuche fanden unter Aufsicht des SS-Arztes Carl Clauberg im Block 10 des Stammlagers statt.
Noch im Krieg habilitierte sich Inhoffen 1943 in Göttingen und wurde zunächst Dozent an der Universität Marburg und 1946 Direktor des Physiologisch-Chemischen Instituts. 1947 wurde er Professor für Organische Chemie an der Technischen Hochschule Braunschweig und Direktor des Instituts für Organische Chemie. Dort lehrte er bis 1979; von 1947 bis 1950 war er Rektor der TH Braunschweig. 1946 wurde er Mitglied der Braunschweigischen Wissenschaftlichen Gesellschaft.
1965 gründete er das Institut für Molekulare Biologie, Biochemie und Biophysik in Braunschweig, das heutige Helmholtz-Zentrum für Infektionsforschung, und war bis 1970 dessen Direktor.
1959 gelang ihm in Braunschweig die Totalsynthese von Vitamin D 3 und 1950 des {\displaystyle \beta }-Carotins. 1960 wurde er zum ordentlichen Mitglied der Göttinger Akademie der Wissenschaften gewählt. Ab 1966 befasste er sich mit Photosynthese, wobei ihm die Partialsynthese von Chlorophyll b gelang.
1973 erhielt er das Große Verdienstkreuz der Bundesrepublik Deutschland. Nach ihm sind der Hans-Herloff-Inhoffen-Preis, die Inhoffen-Medaille und die Inhoffen-Vorlesung des Helmholtz-Zentrums für Infektionsforschung benannt.
Inhoffens einziger Sohn ist der 1934 geborene römisch-katholische Moraltheologe Peter Inhoffen.